# Волшебный пунш
Волшебный пунш, нем. Der satanarchäolügenialkohöllische Wunschpunsch — повесть Михаэля Энде в стиле фэнтези, написанная в 1989 году. Название повести является малопереводимой игрой слов, поэтому в переводах с немецкого часто разнится.
Язык написания: немецкий.
Переводы на русский:
```
   — Л. Лунгина, А. Исаева (Пунш Желаний); 1998 г. — 3 изд. 
   — Г. Снежинская (Катастрофанархисториязвандалкогорючий волшебный напиток, Катастрофанархисториязвандалкогорючий волшебный пунш); 2002 г. — 2 изд. 
   — Е. Толстая (Вуншпунш, или Гениалкогадский волшебный напиток, Гениалкогадский пунш желаний); 2007 г. — 2 изд.
```

## Сюжет
Всё началось на вилле «Ночной кошмар» — к Вельзевулу Бредовреду, Тайному советнику по колдовским делам, является с проверкой Могилус Трупп. Он сообщает Вельзевулу, что его покровитель (демон Вельзевул) им недоволен, так как колдун не выполняет условий договора. Бредовред пытается оправдаться, но Трупп его не слушает и даёт ему срок до полуночи, чтобы совершить злодейство. Бредовред не знает, что делать. Его пытается успокоить его кот Мяуро ди Мурро. Но колдун не знает, как ему быть. Но тут к ним прилетает ворон Якоб и сообщает, что к Бредовреду скоро приедет его тётка Тирания Кровосос. Пока колдун проверяет замки, между Якобом и Мяуро происходит потасовка. Они всё-таки приходят к согласию и прячутся. Тирания пытается купить у Бредовреда половинку свитка. В результате она рассказывает, что и её посетил Трупп и предупредил, что у неё есть долг перед Мамоной. Она объясняет, что в свитке описывается рецепт пунша, способного исполнять желания. Главная особенность этого пунша — выполнять желания наоборот! Колдуны понимают, что это поможет им расплатиться с долгами. А коту и ворону они могут наврать, что делают только хорошее. И вот они уходят, а Якоб и Мяуро вылезают из ящика. Колдуны запирают их, после чего идут готовить пунш. Мяуро решает действовать и прозвонить в колокол. Якоб, считающий это пустой затеей, идёт следом. Тем временем колдуны начинают готовить пунш. Всё у них идёт гладко, пока наступает время не думать о пунше. Тем временем друзья забираются на колокольню, но прозвонить им не даёт святой Сильвестр. Друзья объясняют ему сложившейся обстоятельства. Тогда он даёт им ноту, чтобы они добавили её в пунш. Друзья возвращаются на виллу, где колдуны пытаются загипнотизировать друг друга. В результате освобождаются стихийные духи и даже мебель выходит из повиновения. Пока колдуны со всем разбираются, герои бросают ноту в пунш. Колдуны находят их и приступают к своему замыслу — начинают загадывать добрые желания, считая, что творят зло. Герои боятся, что нота не смогла пересилить силу пунша. И вот колдуны желают благ своим питомцам, желая насладиться их болью и страданиями. Но у Якоба проходит ревматизм и вырастают новые перья, а у Мяуро появляется новый мех и прорезается голос. Опьяневшие колдуны ещё ничего не понимают, и животные сбегают. Тогда колдуны желают блага друг другу, в результате чего становятся добрыми. Тирания понимает, что их злодейства не удались и на них до сих пор висят долги. Они пытаются исправить положение, но у них нет злых мыслей. Тогда они желают снова стать злыми (хотя могли просто избавиться от контрактов). Но это желание пропадает впустую, так как пунша больше не осталось, и колдуны валятся пьяными. Тут появляется Трупп. Он наклеивает на колдунов марки и собирается ждать адских душегубов. А Якоб и Мяуро вновь поднимаются на колокольню, где Мяуро поёт в честь святого Сильвестра.

## Персонажи
- Мяуро — кот, один из главных героев, член Совета Зверей. Был послан следить за Вельзевулом Бредовредом, но был им обманут. Сумел спасти положение, бросив ноту в пунш, в результате чего у него появилась новая шуба и вернулся голос.
- Якоб — ворон, один из главных героев, член Совета Зверей. Был послан следить за Тиранией Кровосос, но был ей обманут. Поначалу не верил в удачный исход, но впоследствии помог Мяуро бросить ноту в пунш. Благодаря этому у него появились новые перья и прошёл ревматизм.
- Вельзевул Бредовред — злой колдун. Заключил сделку с правителем Ада (чьё имя носит), что будет творить зло. Пытался достичь своих целей с помощью волшебного пунша, но ничего не вышло.
- Тирания Кровосос — тётя Вельзевула, денежная ведьма. Выглядит как очень толстая и низкорослая женщина в шляпе с огромным количеством монет и мини-сейфом вместо сумочки. Владелица одной из половин свитка с рецептом пунша, который сварила вместе с племянником. Попала в долги перед Мамоной.
- Могилус Трупп — адский пристав. Явился к колдунам, чтобы предупредить их о сроке оплаты. В результате забирает колдунов в Ад.
- святой Сильвестр — святой, звонящий в колокол, чем знаменует начало Нового Года.

## Экранизации
- «Вуншпунш»/«Wunschpunsch», 2000, Германия, Франция, реж: Филипп Амадор.